# Craugastor sagui
Craugastor sagui is een kikker uit de familie Craugastoridae. De soort komt voor in Midden-Amerika.

## Wetenschappelijke beschrijving
Taxonomisch onderzoek naar de Craugastor podiciferus-soortengroep leidde in 2018 en 2019 tot de beschrijving van enkele nieuwe soorten uit oostelijk Costa Rica en westelijk Panama. Craugastor sagui werd wetenschappelijk beschreven in 2019 door Arias, Hertz en Parra-Olea.

## Verspreidingsgebied
Craugastor sagui komt voor in bergbossen van 1.700 tot 1.990 meter boven zeeniveau aan de Pacifische zijde van de Cordillera Central in Panama. Er zijn waarnemingen gedaan op de flanken van de Cerro Saguí en de Cerro Santiago in de Comarca Ngöbe-Buglé.

## Uiterlijke kenmerken
Craugastor sagui is 13 tot 30 millimeter lang.

## Leefwijze
Er is weinig bekend over de leefwijze van Craugastor sagui. Het is een op de bosbodem levende soort.
1. ↑  (en) Craugastor sagui op de IUCN Red List of Threatened Species.